# Le Potager de mon grand-père
Pour plus de détails, voir Fiche technique et Distribution.
Le Potager de mon grand-père est un documentaire français réalisé par Martin Esposito, sorti le 20 avril 2016.

## Synopsis
Au fil des saisons, un grand-père transmet ses méthodes acquises de génération en génération à son petit-fils pour cultiver son potager, avec autonomie et sans utilisation de chimie. De la graine à la récolte, ses principes sont empreints de biodynamique et de permaculture.

## Fiche technique
- Titre original : Le Potager de mon grand-père
- Réalisation : Martin Esposito
- Scénario : Martin Esposito
- Production : Philomène Esposito
- Société de distribution : Destiny Films
- Pays d’origine :  France
- Langue originale : français
- Format : couleur
- Genre : documentaire
- Date de sortie :
  - France : 20 avril 2016

## Distribution
- Vincent Esposito : le grand-père
- Martin Esposito : lui-même